# Khors Aircompany
Khors Aircompany (Oekraïens: Авіакомпанія Хорс) is een Oekraïense luchtvaartmaatschappij met haar thuisbasis in Kiev. Zij werkt nauw samen met het Hongaars/Oekraïense Heavylift.

## Geschiedenis
Khors Aircompany is opgericht in 1990.

## Vloot
De vloot van Khors Aircompany bestaat uit:(mrt.2007)
- 7 Douglas DC-9-50
- 3 McDonald MD-80
- 3 Antonov AN-12BP